# 塞爾維亞武裝力量
塞爾維亞武装力量是塞爾維亞的軍隊，規模約2.8萬人，近代淵源來自南斯拉夫的軍隊南斯拉夫人民軍。
狄托於1980年逝世後，民族矛盾開始激化，最終導致了南斯拉夫在1990年代初期解體。南斯拉夫的六個加盟共和國中的四個先後宣佈獨立。1992年之後，剩下塞爾維亞和黑山兩國，重組成立南斯拉夫聯盟共和國（南聯盟）。1999年塞爾維亞共和軍在科索沃戰爭中遭到北約的轟炸，戰爭以國際社會接管科索沃告終。塞爾維亞此後至2024年期間，軍事方面都受到西方圍堵，只能採用俄式武器為主，空軍僅由四架米格29、十一架米格21及26架J22及二十架G-4 Super galeb組成。但在2024法国总统埃马纽埃尔·马克龙國事訪問塞爾維亞期間，兩國簽署軍售協議，塞爾維亞向法國購買12架陣風戰鬥機，標誌塞爾維亞軍隊首次裝備西方製造戰鬥機。
2023年，塞爾維亞向中國購買FK-3地對空導彈防御系統和HQ-17AE近程防空系统。

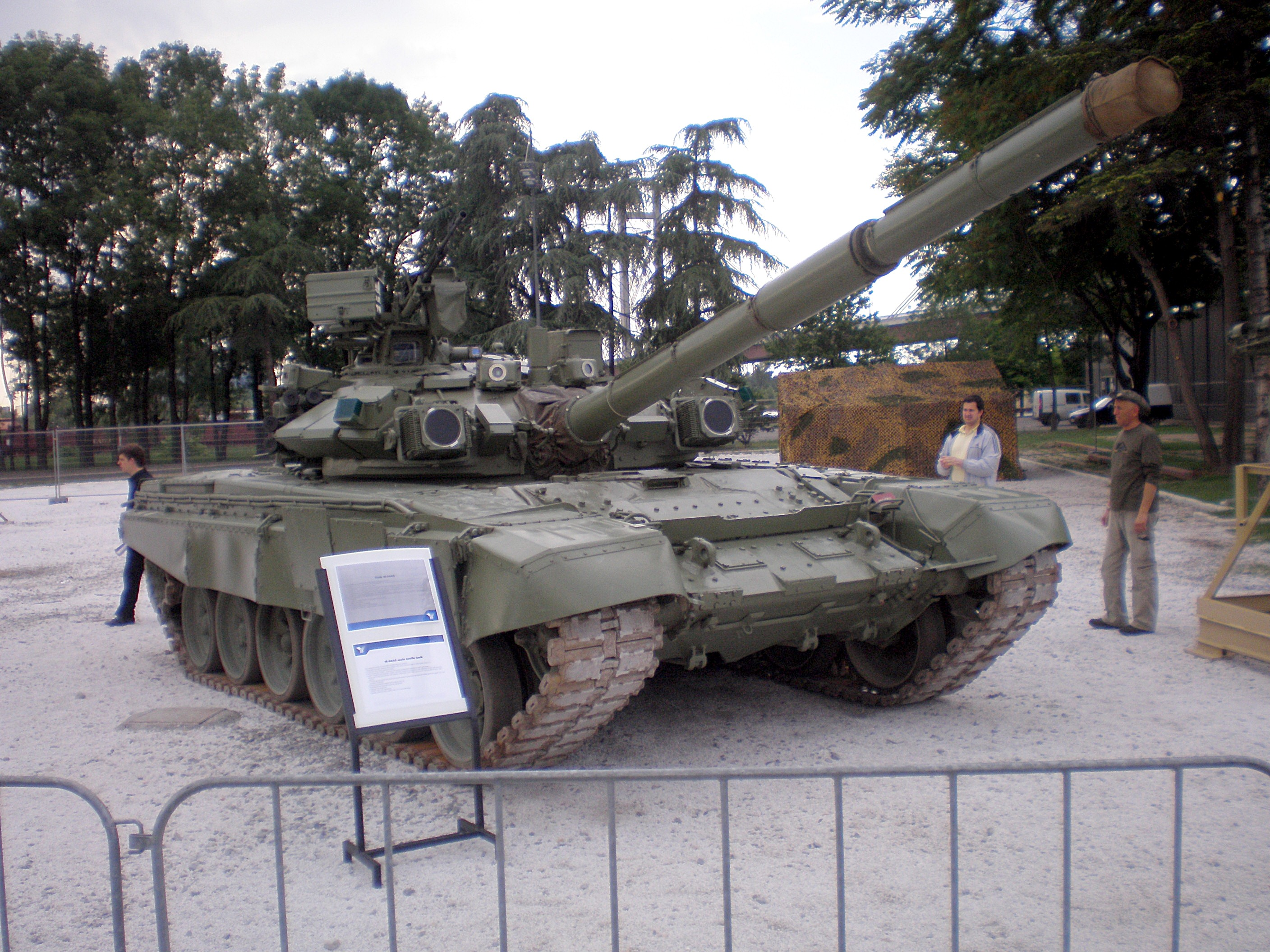
M-84AS主戰坦克
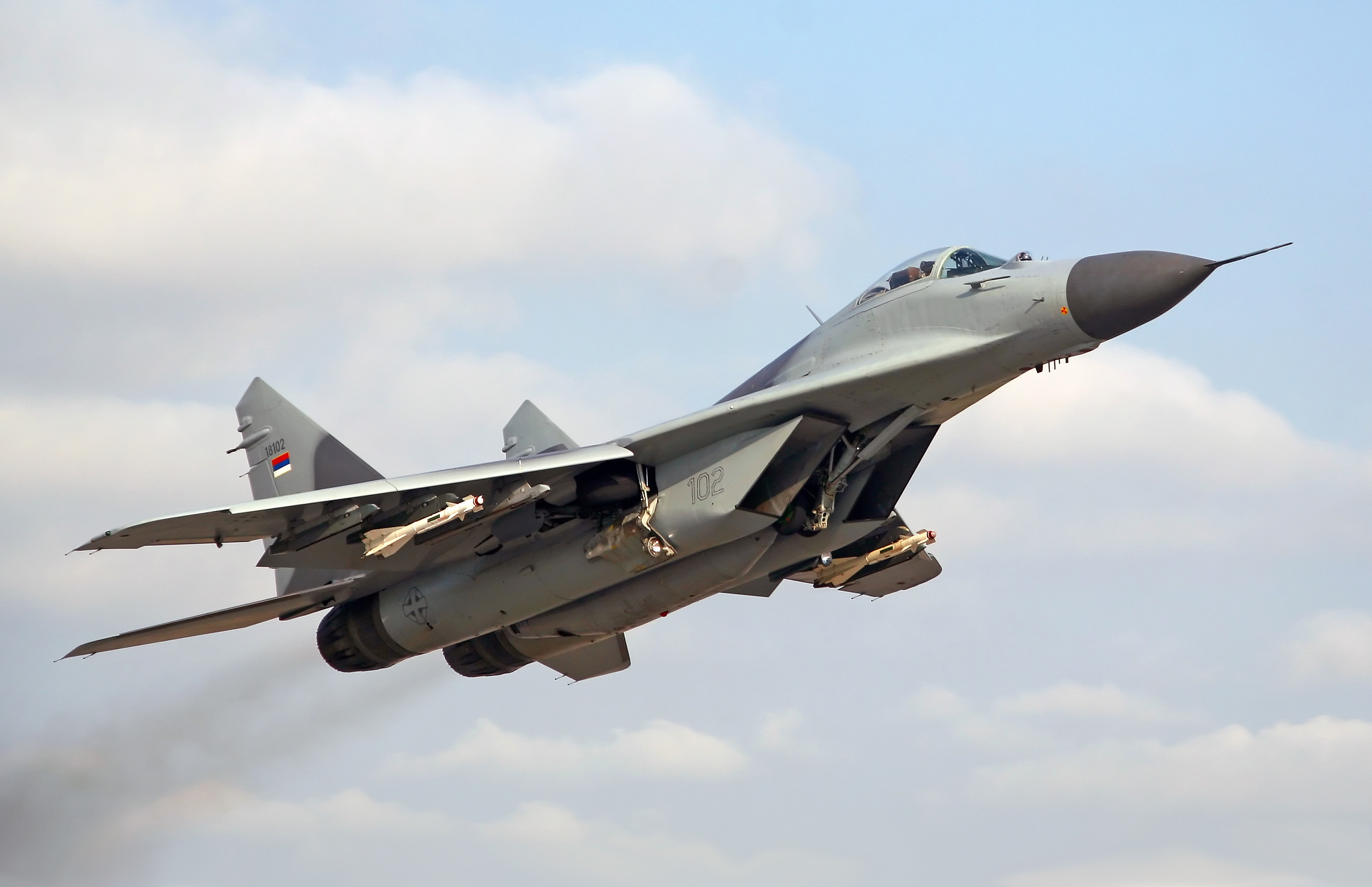
米格29